# Bläser (Bergbau)
Ein Bläser ist der ungewollte Austritt komprimierten Grubengases bei Bergbauarbeiten.
Beim unterirdischen Bergbau finden sich in Hohlräumen oft Schlagwetter unter hohem Druck. Wird ein solcher Raum unbeabsichtigt angebohrt oder andersartig geöffnet, so blasen die meist giftigen oder/und explosiven Gase über eine längere Zeit (Stunden bis Jahre) durch die entstandene Öffnung aus.